# Cromac
Cromac est une commune française située dans le département de la Haute-Vienne, en région Nouvelle-Aquitaine.
Ses habitants s'appellent les Cromachons et les Cromachonnes.

## Géographie

### Localisation
C'est une petite commune du nord de la Haute-Vienne limitrophe du département de l'Indre, de moins de 300 habitants et de 2 415 ha. Elle occupe l'extrémité septentrionale du canton de Saint-Sulpice-les-Feuilles.
Sa plus grande longueur, du nord au sud est de 11 200 m, sa largeur moyenne de 2 300 m. Elle est traversée d'est en ouest par la Benaize, qui coule au fond d'une gorge assez profonde de 5 300 m de longueur.
Le bourg est placé sur un plateau rocheux. Le territoire communal est arrosé par la rivière Benaize et l'étang de Las Croux.

### Communes limitrophes
| Beaulieu (Indre)      | Chaillac (Indre)    | La Châtre-Langlin (Indre) |
| Jouac                 | Cromac              | Saint-Georges-les-Landes  |
| Saint-Léger-Magnazeix | Mailhac-sur-Benaize |                           |

### Hameaux et lieux-dits
Banne, Boubraud, la Bure, Chantouant, la Coulinière, le Gaulier, las Croux, Mérigot, Montlambert, le Peu, les Plaignes, Reculais, les Rivailles...

### Climat
Pour des articles plus généraux, voir Climat de la Nouvelle-Aquitaine et Climat de la Haute-Vienne.
Historiquement, la commune est exposée à un climat océanique limousin.  
En 2020, Météo-France publie une typologie des climats de la France métropolitaine dans laquelle la commune est exposée à un climat océanique altéré et est dans une zone de transition entre les régions climatiques « Poitou-Charentes » et « Ouest et nord-ouest du Massif Central ».
Pour la période 1971-2000, la température annuelle moyenne est de 11,3 °C, avec une amplitude thermique annuelle de 15,2 °C. Le cumul annuel moyen de précipitations est de 870 mm, avec 12,6 jours de précipitations en janvier et 7,4 jours en juillet. Pour la période 1991-2020, la température moyenne annuelle observée sur la station météorologique la plus proche, située sur la commune de Chaillac à 10 km à vol d'oiseau, est de 12,3 °C et le cumul annuel moyen de précipitations est de 864,0 mm,. Pour l'avenir, les paramètres climatiques de la commune estimés pour 2050 selon différents scénarios d'émission de gaz à effet de serre sont consultables sur un site dédié publié par Météo-France en novembre 2022.

## Urbanisme

### Typologie
Au 1er janvier 2024, Cromac est catégorisée commune rurale à habitat très dispersé, selon la nouvelle grille communale de densité à sept niveaux définie par l'Insee en 2022.
Elle est située hors unité urbaine et hors attraction des villes,.

### Occupation des sols
L'occupation des sols de la commune, telle qu'elle ressort de la base de données européenne d’occupation biophysique des sols Corine Land Cover (CLC), est marquée par l'importance des territoires agricoles (82,7 % en 2018), une proportion sensiblement équivalente à celle de 1990 (82,9 %). La répartition détaillée en 2018 est la suivante : 
prairies (39,1 %), zones agricoles hétérogènes (24,8 %), terres arables (18,7 %), forêts (15,3 %), milieux à végétation arbustive et/ou herbacée (2,1 %). L'évolution de l’occupation des sols de la commune et de ses infrastructures peut être observée sur les différentes représentations cartographiques du territoire : la carte de Cassini (XVIIIe siècle), la carte d'état-major (1820-1866) et les cartes ou photos aériennes de l'IGN pour la période actuelle (1950 à aujourd'hui).

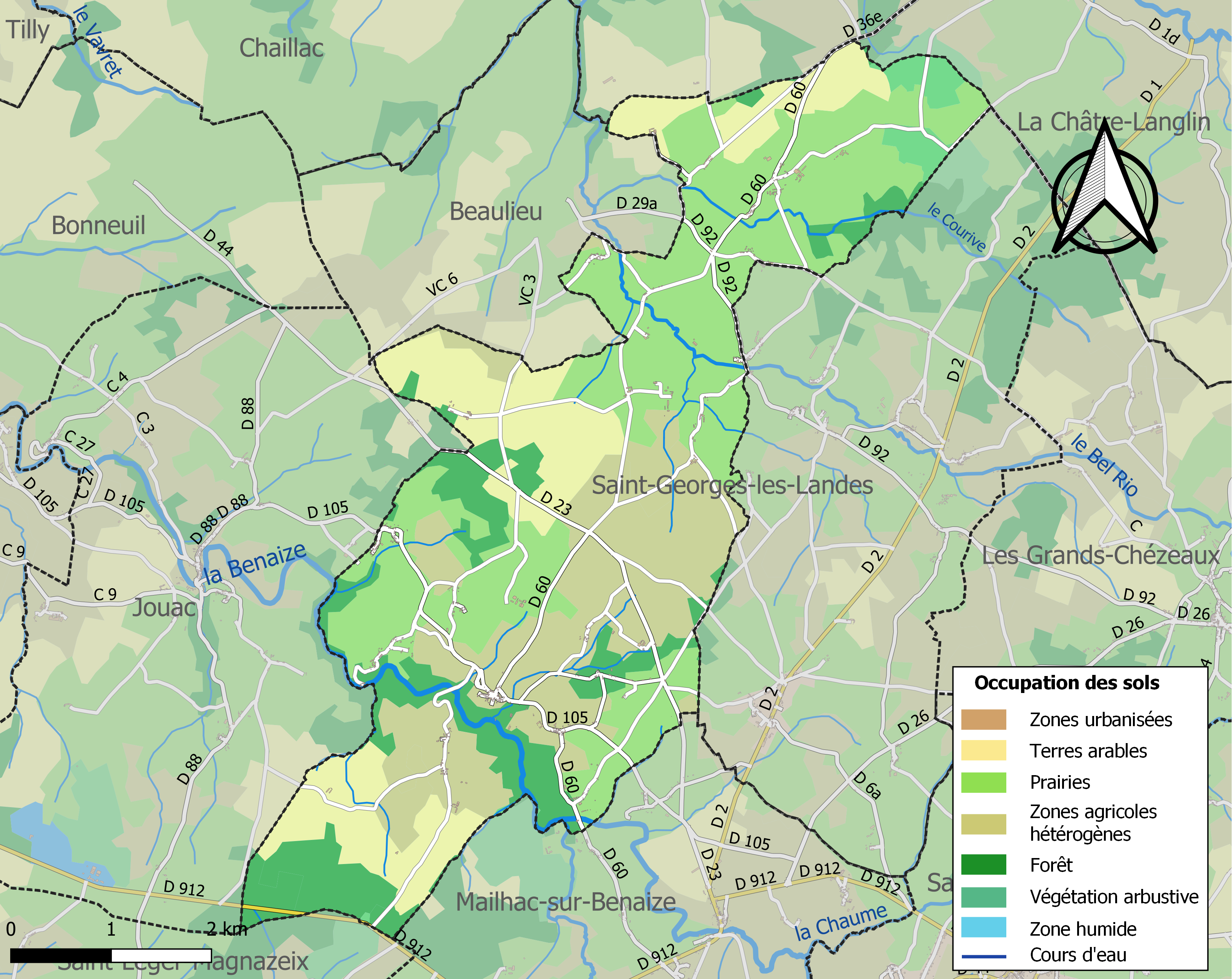
Carte des infrastructures et de l'occupation des sols de la commune en 2018 (CLC).

### Risques majeurs
Le territoire de la commune de Cromac est vulnérable à différents aléas naturels : météorologiques (tempête, orage, neige, grand froid, canicule ou sécheresse) et séisme (sismicité faible). Il est également exposé à un risque particulier : le risque de radon. Un site publié par le BRGM permet d'évaluer simplement et rapidement les risques d'un bien localisé soit par son adresse soit par le numéro de sa parcelle.

#### Risques naturels

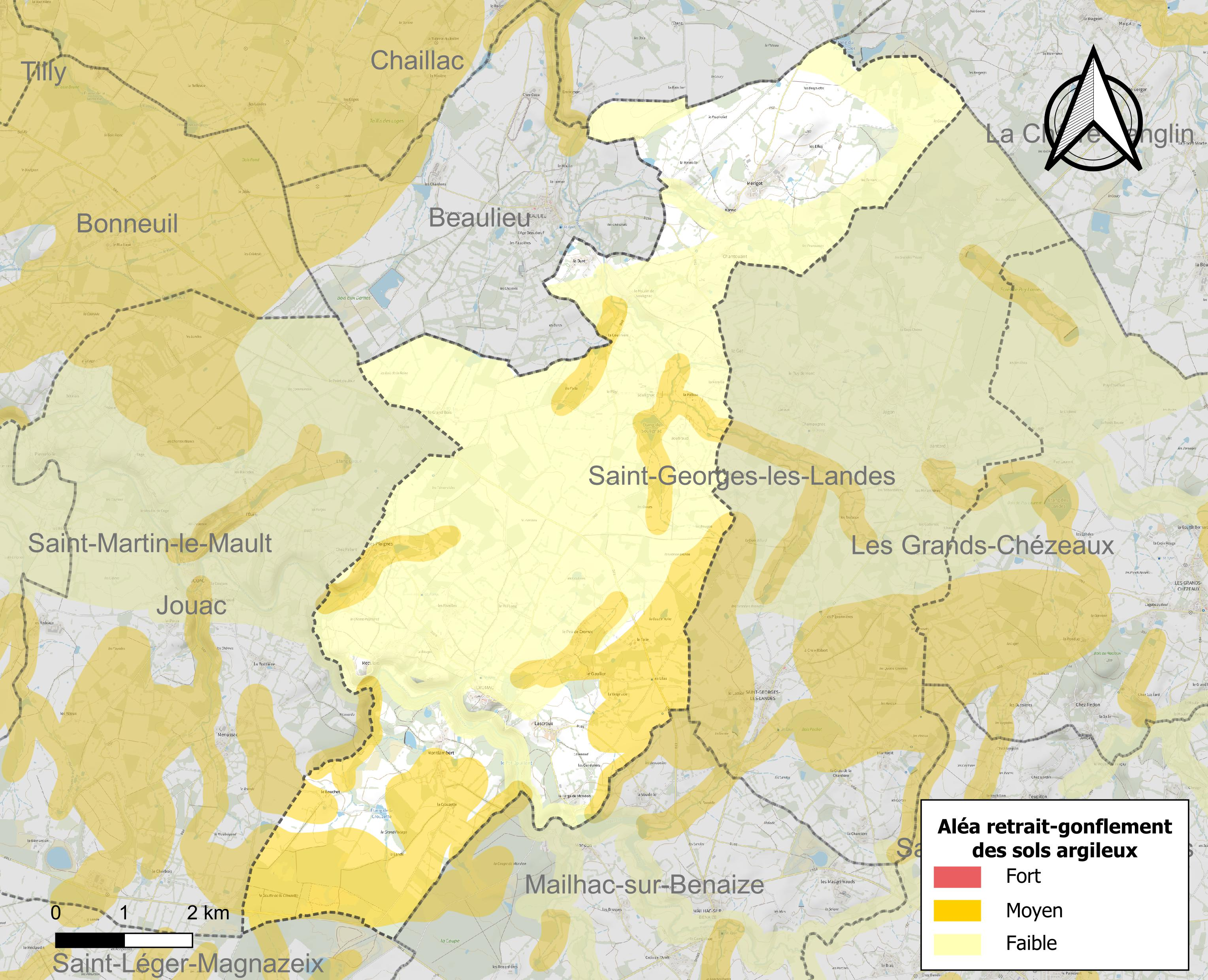
Carte des zones d'aléa retrait-gonflement des sols argileux de Cromac.

Le retrait-gonflement des sols argileux est susceptible d'engendrer des dommages importants aux bâtiments en cas d’alternance de périodes de sécheresse et de pluie. 25,2 % de la superficie communale est en aléa moyen ou fort (27 % au niveau départemental et 48,5 % au niveau national métropolitain). Depuis le 1er octobre 2020, en application de la loi ÉLAN, différentes contraintes s'imposent aux vendeurs, maîtres d'ouvrages ou constructeurs de biens situés dans une zone classée en aléa moyen ou fort,.
La commune a été reconnue en état de catastrophe naturelle au titre des dommages causés par les inondations et coulées de boue survenues en 1982 et 1999 et par des mouvements de terrain en 1999.

#### Risque particulier
Dans plusieurs parties du territoire national, le radon, accumulé dans certains logements ou autres locaux, peut constituer une source significative d’exposition de la population aux rayonnements ionisants. Selon la classification de 2018, la commune de Cromac est classée en zone 3, à savoir zone à potentiel radon significatif.

## Toponymie
Son nom semble venir de Cro, qui est la même syllabe que cra, cret, craig, monticule, éminence, plateau rocailleux que l'on retrouve dans Cros, Crozant, Craon, Crail..etc. Sa terminaison en ac indique une origine celtique. 
En dérivent les noms français et marchois (langue du Croissant) : Cromac.

## Histoire
Le bourg de Cromac a dû jouir d'une certaine importance car des documents du XVe et XVIe siècles le mentionnent comme "ville de Cromas". Il dépendait de la juridiction des vicomtes de Brosse.
L'étude de notaire de Cromac a été supprimée en l'an X. Il y avait un huissier avant la Révolution. L'école du bourg (deux classes) a été construite en 1864, celle de Chantouant en 1893 ; (deux classes).
En 1940, Cromac a recueilli 341 réfugiés alsaciens tous originaires de la commune de Niederlauterbach (Bas-Rhin). Ils ont été remplacés de 1941 à 1943 par des réfugiés lorrains de la commune de Coin-les-Cuvry (Moselle).

## Politique et administration
| Période                                  | Période        | Identité               | Étiquette | Qualité             |
| ---------------------------------------- | -------------- | ---------------------- | --------- | ------------------- |
| 2020                                     | En cours       | Nicolas Ovan           |           |                     |
| mars 2008                                | 2020           | Marcel RIAUD           |           | Exploitant agricole |
| mars 2001                                | mars 2008      | Jean-Michel REGNIER    |           | Retraité            |
| mars 1995                                | mars 2001      | René MARCHADIER        |           | Retraité            |
| mars 1989                                | mars 1995      | Michel GAUGRY          |           |                     |
| mars 1971                                | mars 1989      | Albert VAUZELLE        |           |                     |
| septembre 1962                           | mars 1971      | Marcel GUITTENY        |           |                     |
| octobre 1947                             | septembre 1962 | Albert PLANTIVAUD      |           |                     |
| mai 1945                                 | octobre 1947   | André PLAVINET         |           |                     |
| février 1935                             | mai 1945       | Georges PAINTENDRE     |           |                     |
| juillet 1928                             | février 1935   | Alexandre FILLOUX      |           |                     |
| décembre 1919                            | juillet 1928   | Guillaume VARLET       |           |                     |
| avril 1900                               | décembre 1919  | Raoul BILHAUD DUROUYET |           |                     |
| 1897                                     | 1900           | Silvain LAGUIDE        |           |                     |
| 1896                                     | 1897           | Alexandre APPAY        |           |                     |
| 1894                                     | 1896           | August. FILLOUX        |           |                     |
| 1876                                     | 1894           | P. PENOT               |           |                     |
| 1871                                     | 1876           | J. App.BARDON          |           |                     |
| 1858                                     | 1871           | J.B. THIBAULT          |           |                     |
| 1857                                     | 1859           | L.P. COURONNET         |           |                     |
| 1848                                     | 1857           | Laurent COURONNET      |           |                     |
| 1846                                     | 1848           | S.J.B.Alexandre APPAY  |           |                     |
| 1846                                     | 1846           | P. THIBAULT            |           |                     |
| 1835                                     | 1846           | Théodore BLANCHARD     |           |                     |
| 1833                                     | 1835           | Silvain PEUROT         |           |                     |
| 1832                                     | 1833           | J. MARTINON            |           |                     |
| 1813                                     | 1832           | Sylvain APPAY          |           |                     |
|                                          |                | MAFFRE                 |           |                     |
| 1790                                     | 1811           | André AUBRUN           |           |                     |
| Les données manquantes sont à compléter. |                |                        |           |                     |

## Démographie
L'évolution du nombre d'habitants est connue à travers les recensements de la population effectués dans la commune depuis 1793. Pour les communes de moins de 10 000 habitants, une enquête de recensement portant sur toute la population est réalisée tous les cinq ans, les populations de référence des années intermédiaires étant quant à elles estimées par interpolation ou extrapolation. Pour la commune, le premier recensement exhaustif entrant dans le cadre du nouveau dispositif a été réalisé en 2007.

En 2022, la commune comptait 246 habitants, en évolution de −1,6 % par rapport à 2016 (Haute-Vienne : −0,68 %, France hors Mayotte : +2,11 %).
| 1793 | 1800 | 1806 | 1821  | 1831  | 1836  | 1841  | 1846  | 1851  |
| ---- | ---- | ---- | ----- | ----- | ----- | ----- | ----- | ----- |
| 812  | 857  | 932  | 1 013 | 1 037 | 1 056 | 1 041 | 1 111 | 1 076 |

| 1856 | 1861  | 1866 | 1872 | 1876 | 1881 | 1886 | 1891 | 1896 |
| ---- | ----- | ---- | ---- | ---- | ---- | ---- | ---- | ---- |
| 994  | 1 013 | 986  | 955  | 974  | 969  | 960  | 989  | 922  |

| 1901 | 1906 | 1911 | 1921 | 1926 | 1931 | 1936 | 1946 | 1954 |
| ---- | ---- | ---- | ---- | ---- | ---- | ---- | ---- | ---- |
| 941  | 874  | 851  | 732  | 690  | 624  | 602  | 632  | 530  |

| 1962 | 1968 | 1975 | 1982 | 1990 | 1999 | 2006 | 2007 | 2012 |
| ---- | ---- | ---- | ---- | ---- | ---- | ---- | ---- | ---- |
| 438  | 446  | 426  | 411  | 339  | 302  | 281  | 278  | 257  |

| 2017 | 2022 | - | - | - | - | - | - | - |
| ---- | ---- | - | - | - | - | - | - | - |
| 246  | 246  | - | - | - | - | - | - | - |

## Lieux et monuments
- L'église Saint-Sylvain[26] de style roman du XIIe siècle pourrait être une des plus anciennes du pays. Sa forme est rectangulaire, son portail en plein cintre est en grès ferrugineux de Chaillac (Indre), ses fenêtres romanes et au nord. Son clocher massif, sorte de donjon carré, sans doute du temps des guerres anglaises comporte trois cloches. L'église est sous le patronage de saint Sylvain d'Ahun.
- Les gorges de la Benaize, du moulin de Cromac à la Croix de la Paix, constituent un ensemble naturel d'intérêt classé en Zone Naturelle d'Intéret Floristique et Faunistique. Ces gorges pittoresques sont dominées par le château de Las Croux et les ruines de son donjon féodal. On peut y admirer le Pot bouillant, avec son large gour, la grotte des Martes, hantée par les Martes, êtres légendaires de la famille des fées, et les ruines de la chapelle Sainte-Philomène. Ce secteur a en outre été habité par l'homme préhistorique dans un abri sous roche au lieu-dit le Pont du Loup.

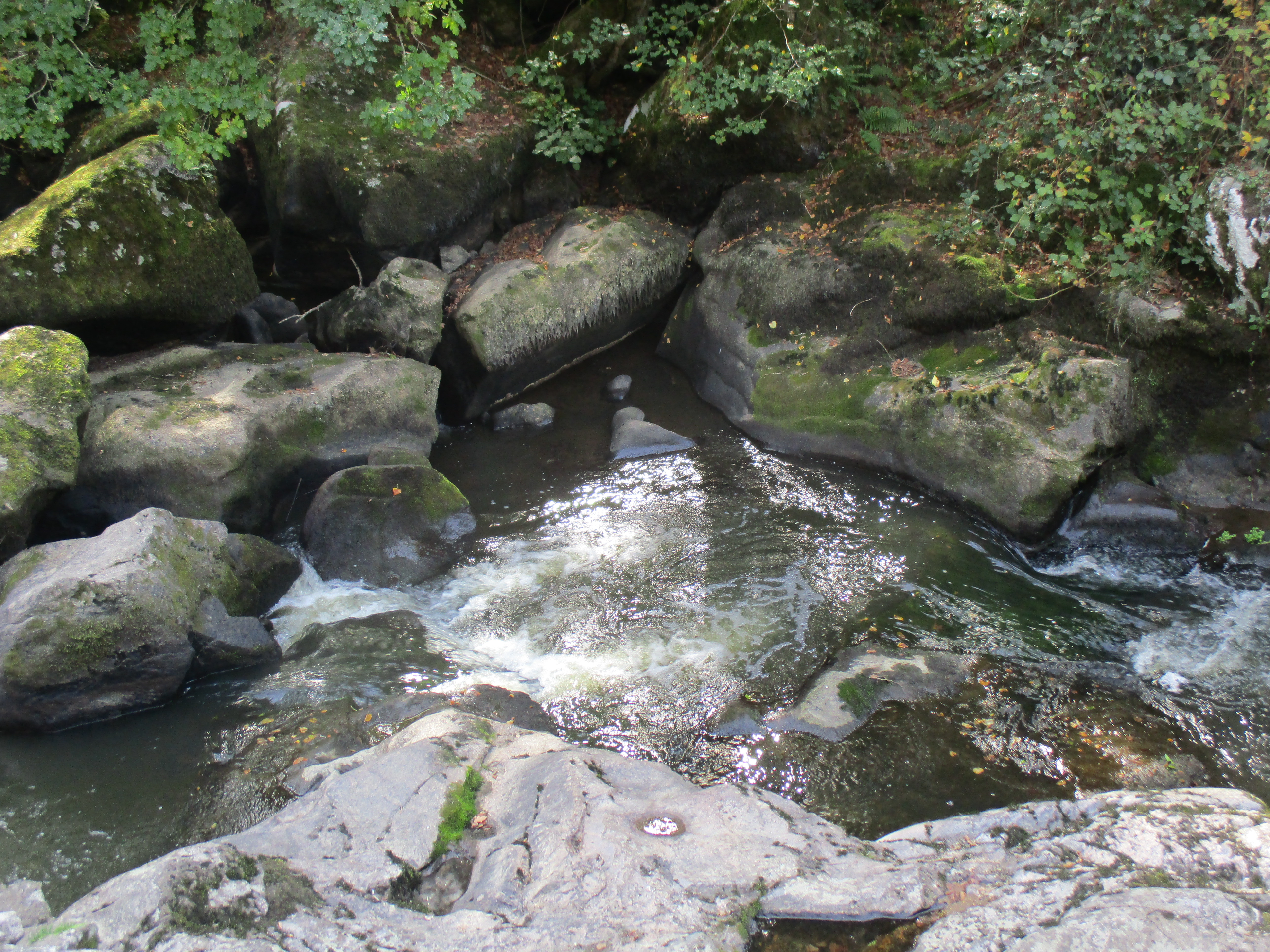
Le Pot bouillant.

- Le lac de Mondon (14 ha), initialement à vocation industrielle puisqu'il fournissait l'énergie nécessaire aux forges de Mondon, aujourd'hui, ouvert aux pédalos et à la pêche aux carnassiers. Sur sa rive ouest, un camping ombragé *** avec piscine, restaurant et point de départ de nombreux itinéraires de randonnée balisés, en particulier celui de la vallée de la Benaize.
- Les forges de Mondon. Guillaume Pot, seigneur de Rhodes et de Mondon, Grand Maitre des Cérémonies de France, décida la construction des forges en 1607. Elles fonctionneront jusqu'à la catastrophe de 1868, grande crue de la Benaize.
- Le château de Lascroux[27] Il ne reste que les ruines du donjon du château féodal (XVe siècle) qui fut détruit pendant les guerres civiles de 1578-1593. Il appartenait au XVe siècle à Nérigné ou Nigon de la Barde, sieur de la Garde (Journet), puis à la famille de Sauzet en 1530, à Paul Thomas, sénéchal de Montmorillon en 1610, à Monsieur de Fontbuffeau en 1664, enfin à la famille Appay à la Révolution. L'avocat parisien Albert Paintendre acquit le domaine en 1893 et fit construire le château actuel de style Louis XIII. Son parc est ouvert au public.
- Le souterrain-refuge de Banne dont la salle annulaire a malheureusement été comblée.
- La motte médiévale de Montlambert au sud de la vallée de la Benaize, surplombant le cours de la rivière. C'est un site typique de cette époque avec sa basse cour, et sa butte servant de dernier refuge en cas d'agression. Elle est entourée de profonds fossés encore nettement marqués sur les côtés est, sud et ouest. Au nord la falaise surplombe la rivière.
- Mines d'uranium de Piégut (1963-1985) et de La Cote-Moreau (1959-1987).

## Personnalités liées à la commune
- Le poète et chroniqueur Léon-Paul Fargue (1876-1947) qui y séjourna dans la famille de sa mère, Marie Aussudre, évoque Cromac dans son œuvre. Le poème Au pays commence ainsi :

"Un nom : Cromac."
Et se termine ainsi :
"Cromac. La maison sous les branches,

Dont la fenêtre aux yeux en fleurs

Ecartait ses longues mains blanches

Doucement, sans bruit, sur ton cœur".
— 'Au pays, dans le recueil "Pour la Musique" (1912)
- Curés : Jacques PICHON - 1625-1644, Léonard RABBY - 1663-1684, J.B BACHELIER - 686-1707, Joseph DECRESSAC - 1707-1739, François YTHIER - 1739-1758, René CAILLAUD - 1758-1762, Jean MAURAT - 1762-1790,BASTIDE - 1790-1792
- Vicaires : CHANAUD - 1740-1741, DESCOMBES - 1778, MAURAT - 1779, Jean HEBRE - 1781-1785, Jean-Lucien ROUFFIGNAC - 1786-1790.
- Notaires : DELAROUTURE - 1615, Gilbert BARDET à Montlambert - 1662, S. APPAY - 1771, Jean-Placide DEGOBERTIERE - an VII-an X.
- Sergents : Philippe LYZON - 1732, Sylvain APPAY, 1763-1773, Georges VAUZELLE - 1770-1779, Silvain GAULIER - 1786-1789, Etienne GOUDON - 1788.
- Chirurgiens : Jean PREVOST - 1707-1713, Gabreil MONTAUDON - 1770-1772.

## Pour approfondir